# Ефект огляду

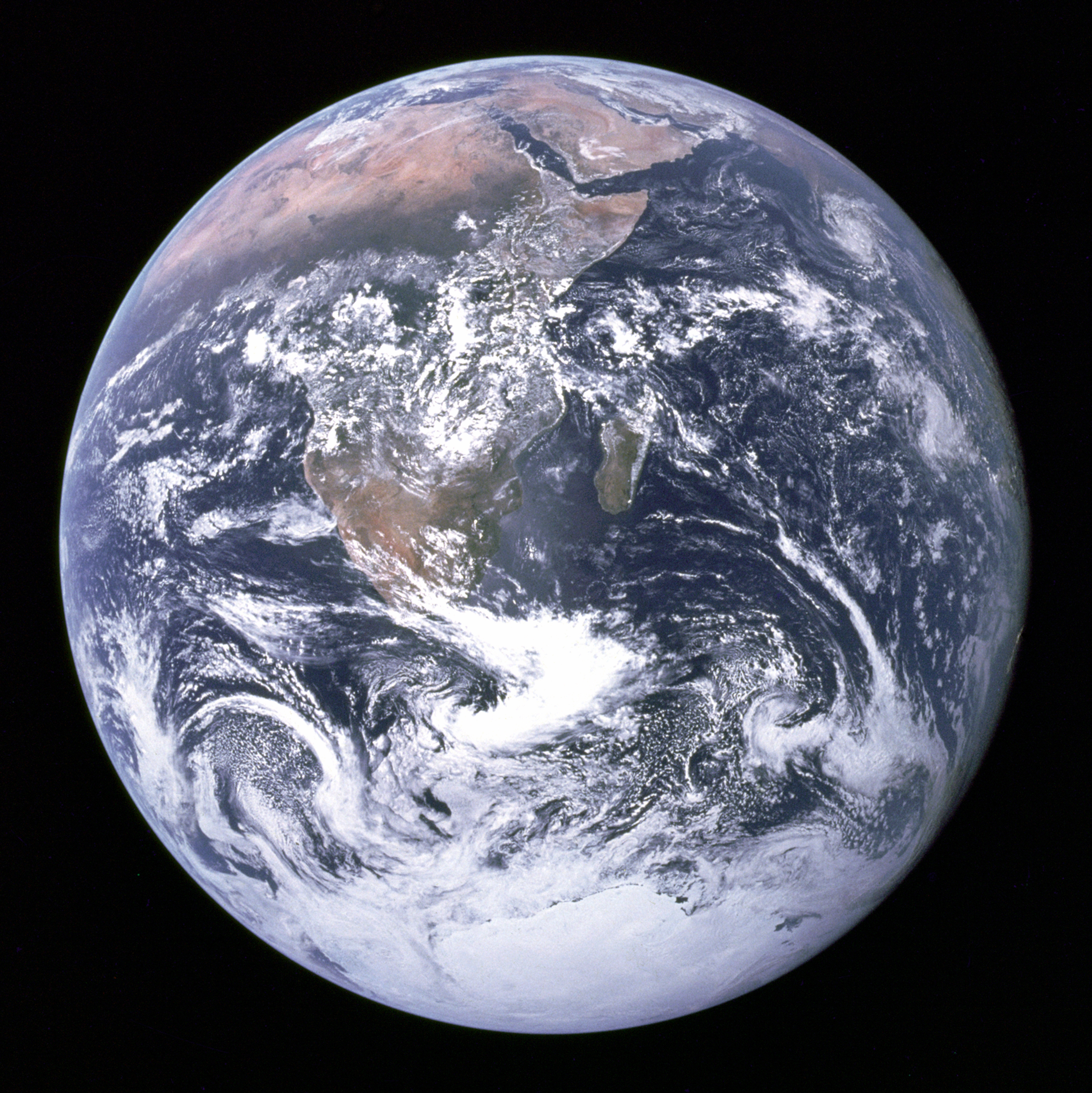
Блакитна кулька — світлина Землі, створена екіпажем місії Аполлон-17 (1972)

Ефект огляду — когнітивний зсув у сприйнятті Землі, що виникає в деяких астронавтів під час спостерігання планети упродовж космічного польоту.

Ефект огляду полягає в усвідомленні дійсності існування Землі в космосі як маленької та вразливої кульки, наповненої життям, що «зависла серед порожнечі», оточена та захищена тонкою, як папір, атмосферою. З космосу не видно міждержавних кордонів; міжлюдські конфлікти втрачають свою важливість, а потреба в створенні планетарного суспільства, об'єднаного бажанням захистити цю «бліду блакитну цятку» стає самоочевидною та високонеобхідною.
Що мене дійсно здивувало — це те, що вона [Земля] навіює відчуття вразливості. Чому, я не знаю. Не знаю до сьогодні. Я відчував, що вона є маленькою, вона є блискучою, вона є домом, але вона є вразливою.

— Майкл Коллінз, Аполлон-11
Підтверджували відчуття ефекту огляду такі астронавти як Юрій Гагарін, Майкл Коллінз, Рон Ґаран, Расті Швейкарт, Едґар Мітчелл, Том Джоунс, Скотт Келлі, Джеймс Ірвін, Майк Массіміно, Андре Кейперс, Кріс Гедфілд, Саллі Райд та Енн Макклейн.
Вперше описав та дав назву цій концепції 1987 року Френ Вайт, який розважує на цю тему у своїй книзі «Ефект огляду — дослідження космосу й еволюція людини» (Houghton-Mifflin, 1987), (AIAA, 1998).
2018 року було створено проєкт «Spacebuzz» з метою, аби «діти зі всього світу теж могли відчути ефект огляду». Про це 20 грудня того року у прес-релізі на вебсайті Європейського космічного агентства (ЄКА) оголосив астронавт Андре Кейперс. Ціллю «Spacebuzz» є створення ефекту огляду з використанням віртуальної реальності (ВР) задля симулювання відчуттів, які виникають в астронавтів при спостеріганні Землі із космосу. «Spacebuzz» є проєктом Фонду ефекту огляду, підтримуваного ЄКА та Космічним бюром Нідерландів.
Наприкінці 2019 року з'явились повідомлення, що дослідники з Міссурійського університету намагаються репродукувати відчуття ефекту огляду за допомогою ізоляційної камери, пів тонни магнезії та водостійкого шолому ВР.